# 卡拉博加兹戈尔湾
卡拉博加兹戈尔湾或卡拉博加兹湖（gara意为黑色，bogaz意为海峡，köl意为湖）是地球上最大湖泊裏海的一個海灣，也是地球上面积最大的潟湖，位於裏海東岸、土庫曼巴尔坎州的西北角，表面積約18,000 km2（6,900 sq mi）。裏海主體的位置就在潟湖的西面，由一条长约100公里、最窄不到1公里的沙石洲山脊相隔，沙洲中部有一开口，开口内水道略有弯曲，长7公里左右，使裡海的海水得以汹湧流進海灣內。這亦是當地地名、土库曼语的（強大）的由來。在地底下很可能有一股鹽度很高的水流動，使水份蒸發量低時的冬季保持水份，就好像長年發生於黑海海峡的那樣。湖灣的面積隨季節而波動，其鹽田和周圍的沙漠加劇了乾旱。
卡拉博加兹市位於里海和卡拉博加兹戈尔湾之間的河道以北約50公里（31英里）的山脊上，人口約10,000人。

## 鹽度
湖灣的鹽度高達35%，遠超裏海的1.2%,和海洋的3–4%。由於含有濃度堪比死海的鹽分，幾乎沒有水生植物。自1920年代以來，當地居民一直在採集大量蒸發物，大部分是在南岸積聚的鹽礦，但在1930年代，人工收集工作停止了，該行業向西北轉移到了現在的加拉博加茲附近的中心。從1950年代開始，從低於海灣本身的水位抽取地下水，產生了更多有價值的鹽類。1963年，在加拉博加茲（Garabogaz）建造了一座現代化工廠，該工廠可全年不增加自然蒸發量地增加鹽的產量。該工廠於1973年建成。
1980年3月，由於擔心湖灣中水的蒸發加速了里海的水位下降，蘇聯封堵了湖灣與里海之間的河道。 由此產生的乾涸盆地引起了鹽塵暴的普遍問題，最後封堵河道的大壩被拆除，湖灣水位恢復正常。

## 完全蒸發
從1984年開始，潟湖完全蒸發乾涸。到1992年6月，當里海水位再度回升，分隔里海和卡拉博加兹戈尔湾的分隔破損，讓里海的海水再度填滿卡拉博加兹戈尔湾。
堤壩剩餘的部分仍然可以在衛星圖片中看得見，就在潟湖出海口近往里海的入口處。

卡拉博加兹戈尔湾（右侧）以及将其与里海分割开来的堤坝，左侧远处可看见里海

## 流行文化
社會主義現實主義作家康斯坦丁·格奥尔基耶维奇·帕乌斯托夫斯基在1932年出版了一本名為《Kara-Bogaz》的書。書中帕乌斯托夫斯基讚美蘇維埃政府於1930年代在當地建立的鹽工業。
1935年，電影導演Aleksandr Razumny基遲上述書籍拍攝了《Kara-bugaz》（Кара-Бугаз）這部電影，並由米哈伊尔·米哈伊洛维奇·伊波里托夫-伊凡诺夫為電影配樂。法國共產主義記者亨利·巴比塞在電影接近完成階段獲得一次預覽的機會，並在《消息报》上發表好評。在當時的蘇聯，電影在公演之前都要先讓斯大林第一個去觀賞，所以這件事令斯大林很不高興，進而禁止這部電影公映。結果這部電影要遲至公元2010年6月，才有機會在英國倫敦進行首度公映。

## 外部連結
- Google Maps Detail showing the current in the strait